# Principiu
Principiul este o afirmație sau regulă care formează baza pentru alte considerații, afirmații sau activități.

## Legislație și administrație

### Principiul aplicării unitare a legii
Principiu ce trebuie respectat in aplicarea oricărei legi, acela ca autoritățile si institutiile publice să se asigure că respectarea legii respective se face în mod unitar, în conformitate cu prevederile acesteia și cu prevederile normelor metodologice.

### Principiul Proporționalității
Conform acestui principiu orice măsură luată trebuie să fie adecvată, necesară și corespunzătoare scopului urmărit.

### Principiul constrângerii bugetare
Interzice utilizarea de către autoritățile administrației publice centrale a transferurilor speciale sau a subvențiilor pentru acoperirea deficitelor finale ale bugetelor locale (Legea cadru nr. 195 din 22 mai 2006 a descentralizării, art 3. litera f.)

### Principiul subsidiarității
Constă în exercitarea competentelor de către autoritatea administrației publice locale situata la nivelul administrativ cel mai apropiat de cetățean și care dispune de capacitate administrativa necesara.
(Legea nr. 195/2006 – legea cadru a descentralizării, articolul 3, litera a)

### Principiul consultării cetățenilor
Conform constituției României este încurajată participarea activă a cetățenilor la luarea deciziilor administrative și în procesul de elaborare a proiectelor de acte normative.

### Principiul echității
Implica asigurarea accesului tuturor cetățenilor la serviciile publice și de utilitate publica.
(Legea nr.195/2006, Legea cadru a descentralizării, Cap.1.Art.3,L e)

### Principiul legalității
principiul legalității spune că drepturile ai libertățile cetățenești consfințite și recunoscute de Constituție ai legi organice, se exercita numai cu buna credință, ele fiind garantate în exercitarea lor de către stat. Conform acestui principiu, contractele care au prevederi contrare legii sunt nule de drept.

### Principiul separării puterilor în stat
Acest principiu afirmă necesitatea ca puterea statului să fie divizată în diferite compartimente cu puteri și responsabilități separate și independente, care să se verifice și să se cenzureze unul pe celălalt. Cea mai des întâlnită separare a acestor puteri este cea tripartită, care se întâlnește la majoritatea națiunilor moderne, unde este vorba de puterile legislativă, judiciară și executivă.

### principiul autonomiei
Fiecare autoritate sau instituție publică va elabora propriul regulament de organizare și funcționare)

### Principiul responsabilității autorităților administrației publice locale
Principiul responsabilității autorităților administrației publice locale în raport cu competentele ce le revin impune obligativitatea realizării standardelor de calitate în furnizarea serviciilor publice și de utilitate publică (LEGEA-CADRU nr. 195 din 22 mai 2006 a descentralizării, art. 3 litera c.)

## Legislația familiei

### Principiile legislației europene
- Principiile legislației europene cu privire la autoritatea părintească
- Principiile dreptului european al familiei relativ la divorț și pensia de întreținere pentru soț
- Principiile dreptului european al familiei relativ la proprietatea soților

### Principiul ocrotirii căsătoriei și familiei
Conform art.1 aliniatul 1 din Codul Familiei: "statul ocrotește căsătoria și familia; el sprijină, prin măsuri economice și sociale, dezvoltarea și consolidarea familiei"

### Principiul căsătoriei liber consimțite intre soți
Conform art.44 aliniatul 1 din Constituție, art.1 alin.3 din Codul Familiei

### Principiul egalității în drepturi dintre bărbat și femeie
Conform art.25 din Codul Familiei

### Principiul monogamiei
Conform art.5 din Codul Familiei "Este oprit sa se căsătorească bărbatul care este căsătorit sau femeia care este căsătorită"

### Principiul exercitării drepturilor și îndeplinirii îndatoririlor părintești în interesul copiilor
Conform art.97 alin 2 Codul Familiei "Părinții exercită drepturile lor părintești numai în interesul copiilor"

## Filozofie și relații umane

### Principiul justiției
Principiul justiției enunță necesitatea și aspirația umană de a fundamenta relațiile sociale pe dreptate, echitate și justețe.
- Specialia generalibus derogant - principiu în drept cu privire la aplicarea legislației -  norma specială e cea care derogă de la norma generală
- Non-Reformatio in pejus - principiu în drept cu privire la aplicarea legislației - nimănui nu i se poate înrăutăți situația prin propria cale de atac

## Știință

### Principiul lui Dirichletsau principiul cutiei
Dacă există n obiecte dispuse în n-1 cutii, atunci există o cutie care conține cel puțin două obiecte.

### Principiul luiFermat
Principiul lui Fermat afirmă că la trecerea unei raze de lumină prin medii cu densități diferite, aceasta va urma traiectoria pe care va putea să o parcurgă în timpul cel mai scurt.

### Principiul lui Arhimede
Principiul lui Arhimede este o lege a staticii fluidelor, care afirmă că un corp scufundat într-un fluid este împins de către fluid, de jos în sus, cu o forță egală cu greutatea volumului de fluid dislocat de către corp. Această forță se numește forță arhimedică sau forța lui Arhimede.

### Principiul luiPascal
Presiunea aplicată unui fluid închis se transmite cu aceeași intensitate până la fiecare porțiune de fluid și până la pereții vasului respectiv.

### Principiul luiLe Châtelier
Conform principiului lui Le Châtelier, principiul deplasării echilibrului chimic, dacă se modifică unul din factorii care influențează echilibrul chimic, sistemul se deplasează spre o noua poziție de echilibru, în sensul care se opune modificării produse.

### Principiul luiHuygens
Toate punctele de pe un front de undă pot fi considerate ca surse punctiforme pentru producerea de unde sferice secundare. Noua poziție a frontului de undă va fi dată de suprafața tangentă la aceste unde secundare.

### Principiul luiPareto
Principiul lui Pareto(sau legea 80/20) poate fi enunțat simplist în modul următor: 80 % din efecte se datorează unui procent de 20 % din cauze. Acest principiu este extrem de util în majoritatea domeniilor dacă e înțeles și aplicat corect . Această lege se poate generaliza si aplica in orice domeniu, de la management (20 % din munca efectuată  consumând 80 % din timpul total alocat, dar generează totodată 80 % din profitul total) până la economie (80 % din bogățiile unei țări sau companii sunt deținute de 20 % dintre reprezentanții acesteia) sau domenii tehnice.

### Principiul vaselor comunicante
În două sau mai multe vase comunicante, care conțin același lichid, suprafața lor liberă se află în același plan orizontal.

## Alte

### Principiul dominoului
Dacă o piesă cade, vor cădea toate celelalte.